# Pavol Demitra
Pavol Demitra (ur. 29 listopada 1974 w Dubnicy nad Váhom, zm. 7 września 2011 w Jarosławiu) – słowacki hokeista, reprezentant Słowacji, trzykrotny olimpijczyk.

## Życiorys

### Kariera klubowa
- Spartak Dubnica (1991–1992)
- HC Dukla Trenczyn (1992–1993)
- Ottawa Senators (1993)
- Prince Edward Island Senators (1993–1995)
- Ottawa Senators (1995)
- Prince Edward Island Senators (1995–1996)
- HC Dukla Trenczyn (1996)
- Las Vegas Thunder (1996)
- Grand Rapids Griffins (1996–1997)
- St. Louis Blues (1997–2004)
- HC Dukla Trenczyn (2004–2005)
- Los Angeles Kings (2005–2006)
- Minnesota Wild (2006–2008)
- Vancouver Canucks (2008–2010)
- Łokomotiw Jarosław (2010–2011)

Był wychowankiem klubu Spartak Dubnica w rodzinnym mieście. Następnie występował w Dukli Trenczyn (później podczas swojej kariery jeszcze dwukrotnie wracał do gry w tym zespole). W 1993 roku został wybrany w drafcie do ligi NHL z nr 227 w dziewiątej rundzie przez Ottawa Senators. W NHL zadebiutował w tym samym roku, a potem występował jeszcze w latach 1997–2010 – łącznie w kilku klubach. W 2000 roku został uhonorowany nagrodą Lady Byng Memorial Trophy. W 1999, 2000 i 2000 roku wystąpił w Meczu Gwiazd NHL. Demitra w NHL rozegrał łącznie 847 spotkania. Zdobył w nich 304 bramki i zaliczył 464 asysty.
W 2010 roku przeniósł się do rosyjskiego klubu Łokomotiw Jarosław, występującego w Kontinientalnej Chokkiejnej Lidze (KHL) i rozegrał w jego barwach sezon KHL (2010/2011).

### Kariera reprezentacyjna

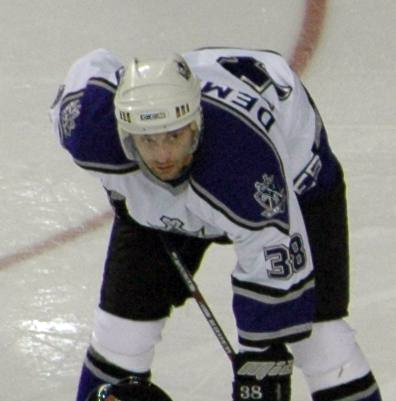
Pavol Demitra w barwach Los Angeles Kings (2005)

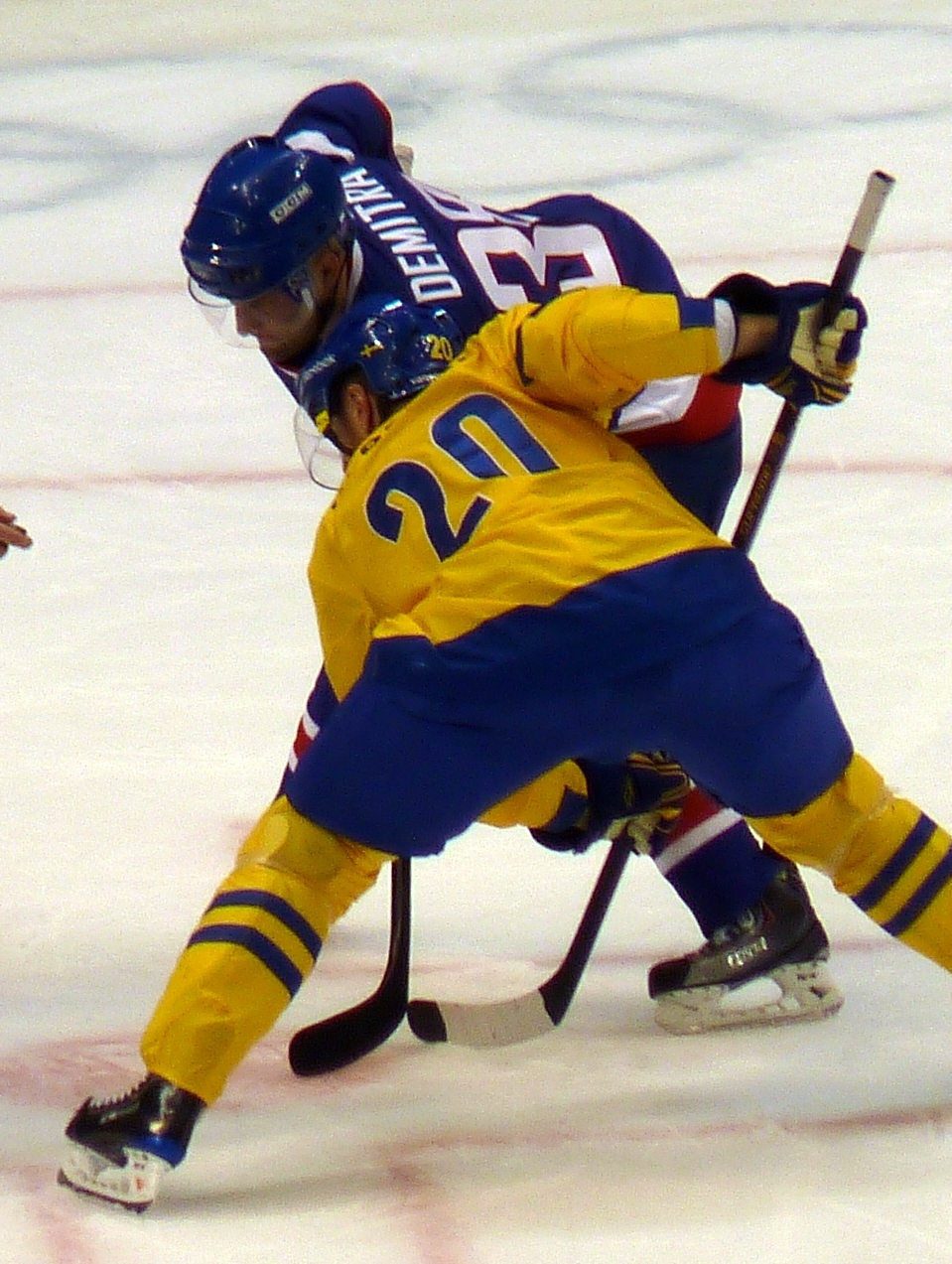
Pavol Demitra (z tyłu) w barwach Słowacji walczy we wznowieniu z reprezentantem Szwecji, Henrikiem Sedinem podczas IO 2010

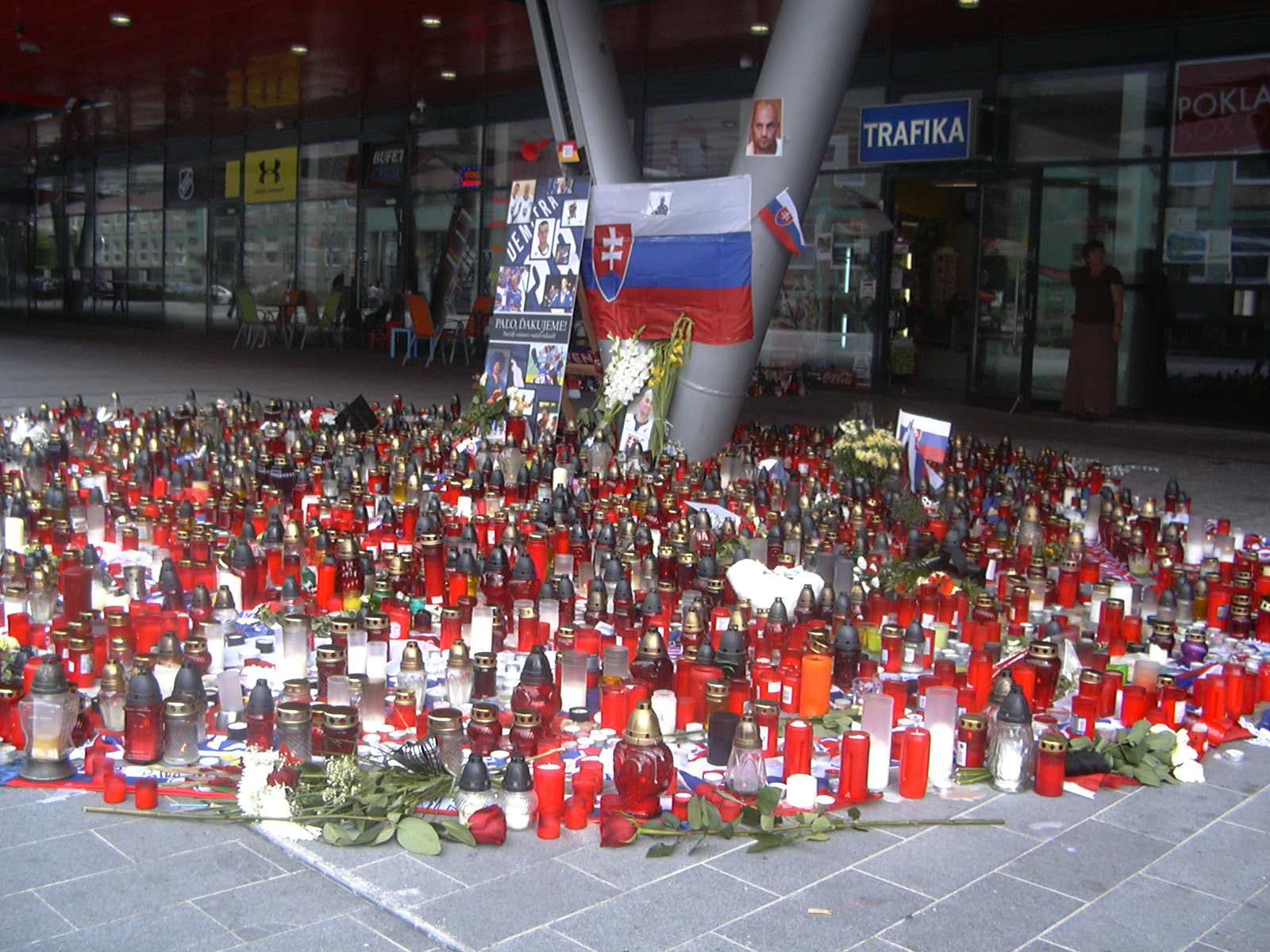
Upamiętnienie po śmierci Demitry przed lodowiskiem Samsung-Arena w Bratysławie

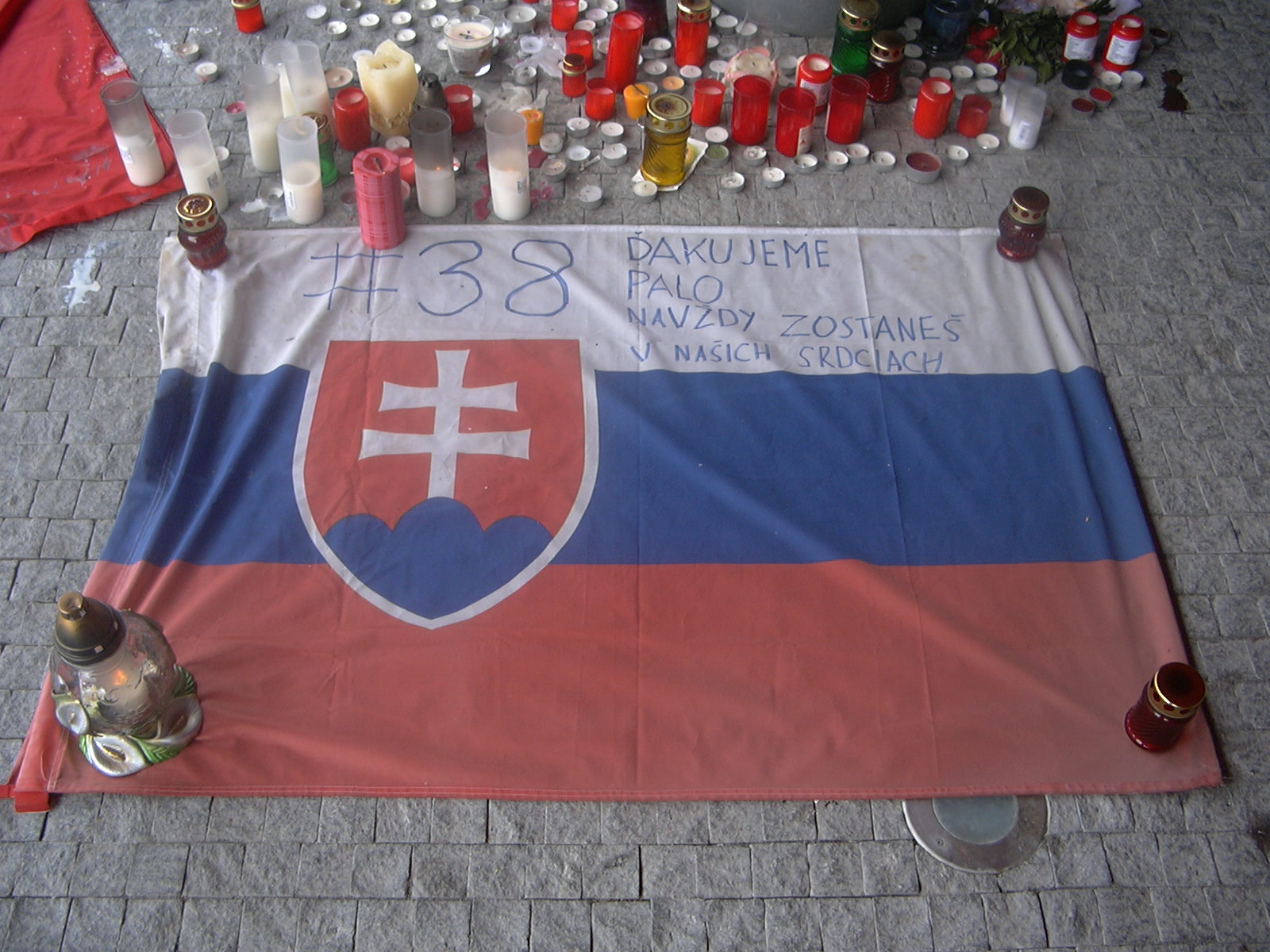
Upamiętnienie po śmierci Demitry – flaga Słowacji z napisem w j.słow.: #38 Dziękujemy Palo na zawsze zostaniesz w naszych sercach

W młodości występował w juniorskich reprezentacjach Czechosłowacji do lat 18 i 20 zdobywając medale turniejów mistrzostw świata w tych kategoriach wiekowych. Następnie został reprezentantem Słowacji.
Uczestniczył w turniejach mistrzostw świata w 1996, 2003, 2004, 2005, 2007, 2011 oraz zimowych igrzysk olimpijskich 2002, 2006, 2010. Z występów w kadrze zrezygnował po Mistrzostwach Świata 2011 na Słowacji.

### Śmierć i upamiętnienie
Zginął 7 września 2011 w katastrofie samolotu pasażerskiego Jak-42D w pobliżu Jarosławia. Wraz z drużyną leciał do Mińska na inauguracyjny mecz ligi KHL sezonu 2011/12 z Dynama Mińsk.
Dzień po śmierci Demitry jego dawny klub HC Dukla Trenczyn zdecydował o uhonorowaniu zawodnika poprzez nadanie jego nazwiska lodowisku klubu (uroczystość odbyła się 29 września 2011 roku – oficjalna nazwa obiektu brzmi Zimný štadión Pavla Demitru). Jego rodzinne miasto Dubnica nad Váhom nazwało jego imieniem szkołę, do której uczęszczał w młodości. Numer, z jakim występował na koszulce, 38 został zastrzeżony dla reprezentantów w słowackiej drużynie narodowej oraz dla zawodników drużyny HC Dukla Trenczyn – odtąd żaden hokeista zarówno w reprezentacji Słowacji, jak i w klubie z Trenczyna nie będzie już występować w koszulce z tym numerem.
Miał żonę Maję. Osierocił dwoje dzieci, Lucasa i Zarę. Trzecie dziecko, Tobias zmarło krótko po narodzeniu w 2005 (razem z Zarą urodził się jako bliźnięta).
Jego nazwiskiem nazwano asteroidę 240022. 20 kwietnia 2012 roku pośmiertnie przyznano mu miejsce w Galerii Sławy słowackiego hokeja na lodzie.
27 listopada 2016, dwa dni przed 42. urodzinami Pavola Demitry, przy lodowisku w Trenczynie został odsłonięty pomnik jego upamiętniający; monument stanowi przedstawiona łopatka kija hokejowego i krążek, symbolizujący grę zawodnika; na krążku została umieszczona inskrypcja o treści: Życie jest zbyt krótkie, aby w nim jeden drugiemu nie sprawiał radości.

## Sukcesy i wyróżnienia
Reprezentacyjne
- Złoty medal mistrzostw Europy juniorów do lat 18: 1992 z Czechosłowacją
- Brązowy medal mistrzostw świata juniorów do lat 20: 1993 z Czechosłowacją
- Złoty medal mistrzostw świata: 2002 ze Słowacją

Klubowe
- Złoty medal mistrzostw Słowacji: 1997 z Duklą Trenczyn
- Brązowy medal mistrzostw Rosji: 2011 z Łokomotiwem Jarosław

Indywidualne
- Mistrzostwa Europy juniorów do lat 18 w hokeju na lodzie 1992:
  - Pierwsze miejsce w klasyfikacji asystentów turnieju: 8 asyst
  - Drugie miejsce w klasyfikacji kanadyjskiej turnieju: 12 punktów[12]
- NHL (1998/1999):
  - NHL All-Star Game
- NHL (1999/2000):
  - NHL All-Star Game
  - Lady Byng Memorial Trophy
- NHL (2001/2002):
  - NHL All-Star Game
  - Pierwsze miejsce w klasyfikacji strzelców goli wygrywających mecz w lidze: 10 goli
- Ekstraliga słowacka w hokeju na lodzie 2004/2005:
  - Mecz Gwiazd ST Extraliga
  - Pierwsze miejsce w klasyfikacji strzelców w lidze: 28 goli
  - Pierwsze miejsce w klasyfikacji asystentów w lidze: 54 asyst
  - Pierwsze miejsce w klasyfikacji punktacji kanadyjskiej w lidze: 82 punktów
- Zimowe Igrzyska Olimpijskie 2010 – turniej mężczyzn:
  - Pierwsze miejsce w klasyfikacji asystentów turnieju: 7 asyst (ex aequo z Jonathanem Toews)
  - Pierwsze miejsce w klasyfikacji punktacji kanadyjskiej turnieju: 10 punktów
  - Skład gwiazd turnieju
- Sezon KHL (2010/2011):
  - Najlepszy napastnik miesiąca: styczeń 2011
  - Mecz Gwiazd KHL (wybrany, lecz nie wystąpił)
  - Drugie miejsce w klasyfikacji asystentów w fazie play-off: 42 asysty
  - Piąte miejsce w punktacji kanadyjskiej w sezonie zasadniczym: 60 punktów
  - Pierwsze miejsce w klasyfikacji asystentów w fazie play-off: 15 asyst
  - Trzecie miejsce w klasyfikacji kanadyjskiej w fazie play-off: 21 punktów
- Mistrzostwa Świata w Hokeju na Lodzie 2011 (elita):
  - Pierwsze miejsce w klasyfikacji skuteczności wygrywanych wznowień gry: 70%
- Mistrzostwa Świata w Hokeju na Lodzie 2011 (elita):
  - Jeden z trzech najlepszych zawodników reprezentacji[13]

Nagrody
- Złoty Krążek: 1999

Odznaczenia i wyróżnienia
- Medal Prezydenta Republiki Słowackiej: 2003[14]
- Galeria Sławy słowackiego hokeja na lodzie: 2012 (pośmiertnie)
- W 2013 portal rosyjski championat.com uznał go najlepszym słowackim zawodnikiem w dotychczasowej historii ligi KHL[15]
- Order Ľudovíta Štúra I klasy: 2021 (pośmiertnie)[16]